# Streuwerbung
Als Streuwerbung oder Streukampagne bezeichnet man Werbung auf relativ kleinen und kostengünstigen Werbemitteln, zum Beispiel Werbeartikeln wie Feuerzeuge oder Kugelschreiber, die gerne verschenkt werden. Sie sind nicht auf ein Medium wie Presse oder Fernsehen beschränkt, sondern werden breit gestreut (überall oder unter großem Publikum verteilt) und erhöhen damit die Bekanntheit des beworbenen Produkts auf breiter Basis. Das Zielpublikum soll in allen Lebensbereichen auf den Produkt- oder Markennamen stoßen. Man bezeichnet die verteilten Artikel auch als Streuartikel oder Give-Away.
Streuwerbung wird gerne in Form von Aktionen auf Veranstaltungen wie Messen und Karnevalsumzügen sowie im Außendienst eingesetzt.
Der verwendete Anteil von Streuartikeln in der Kundenkommunikation von Unternehmen ist im Verhältnis zu anderen Werbeartikeln sehr hoch.